# Radio Mille Pattes
Pour les articles homonymes, voir Mille-pattes.
Radio Mille Pattes est une radio associative française basée dans le département de l'Essonne et spécialisé dans le reggae.

## Historique
Année 1995 :
Naissance du projet : création d’une radio locale à Saulx-les-Chartreux pour répondre à un besoin d’expression et d’information des jeunes. La mobilisation des jeunes intéresse le Ministère de la Jeunesse et des Sports et la Mairie de Saulx les Chartreux qui signe une convention sur trois ans (le Contrat Laser) pour la mise en place et le financement d’actions menées en direction de la jeunesse.
Année 1996 :
Création de l’association « Mille Pattes ».
Construction du studio de production et de diffusion et installation du matériel au Club de Jeunes, dans le cadre d’un chantier jeunes, avec la participation de Salucéens bénévoles.
Mise en place de l’atelier radio afin de former les adhérents aux différentes techniques de production d’émissions.
Année 1997 :
L’association « Mille Pattes » organise des réunions régulières avec ses différents partenaires : structures scolaires, Centre de Loisirs, associations, jeunes, etc. ... afin de préparer le futur programme.
Enregistrements de certaines émissions (dont INFO-LOCO : émission moteur de la radio sur l’information locale) et interviews, préparation des bandes musicales et création des génériques d’émissions de la radio.
Fin août Obtention de l’autorisation temporaire d’émettre du 1er septembre au 30 novembre 1997.
Le 13 septembre 1997, la radio diffuse sa première émission à 18 h et officialise son existence le 15 septembre lors de l’inauguration.
L’association « Mille Pattes » est agréée en qualité d’association départementale de Jeunesse et d’Éducation Populaire.          
Le format de la radio est : "un style par jour", Lundi : Métal, Mardi : Musique du monde, Mercredi : Chanson Française, Jeudi : Rock, Vendredi : Techno, Samedi : Hiphop, Dimanche : Reggae.
Année 1998
Bilan de la première période d’émission et demande d’autorisation d’émission temporaire de 6 mois, prévue en : avril, mai, juin et septembre, octobre, novembre 1998.
Prévisions et réalisations des différents travaux à effectuer avant la prochaine date d’émission : administratif, technique,
production d’émissions et recherche de partenaires. Automatisation grâce à un logiciel d’automatisation d’antenne.
Avril, mai, juin et septembre, octobre, novembre : Diffusion du programme de Radio Mille Pattes 24 h sur 24.
De nouveaux partenaires venant des villes couvertes par la diffusion rejoignent la radio (centre Culturel, Mairie, jeunes, Salles de spectacles, etc. ).
Année 1999
Diffusion des programmes de Radio Mille Pattes en avril, mai, juin et septembre, octobre, novembre, 24 h sur 24.
Recherche toujours active de nouveaux partenaires et consolidation des liens créés avec toutes les structures à vocation culturelle, artistique, sociale et de loisirs.
Participation active à différents festivals du département, et promotion de plus en plus importante des artistes locaux.
Création d’un poste Emploi Jeune " Médiateur jeunes/radio" en octobre.
Année 2000 à 2005
Diffusion des programmes de Radio Mille Pattes en avril, mai, juin et septembre, octobre, novembre, 24 h sur 24.
Arrivé d'un deuxième emploi jeunes.
En avril 2005 : autorisation permanente d’émettre du CSA (Conseil Supérieur de l'Audiovisuel) pour une durée de cinq ans.
Entre 2002 et 2004, tous les jeudis soirs pendant une heure, Marc et Jalila animent l'émission "Aujourd'hui j'suis punk" : musique, infos concerts et interviews de groupes mythiques célèbres jusqu'aux confins de la galaxie (Garage Lopez, Zampano, État de siège, Les Vieilles Salopes, Les Prouters...).
Année 2006 et suivante
Changement dans le format et le style : la radio diffuse maintenant du reggae 24h sur 24 avec des émissions thématique en fin de journée et la nuit.
En 2008 elle est la seule radio métropolitaine française en FM avec cette thématique reggae.